# Facradim Arrazi
Facradim Arrazi (em árabe: فخر الدين الرازي; romaniz.: Fakhr al-Dīn al-Rāzī) ou Facrudim Razi (em persa: فخر الدين رازی; romaniz.: Fakhruddin Razi; Rei, 1149 – Herate, 1209), frequentemente conhecido pelo apelido de Sultão dos Teólogos, foi um influente polímata e cientista iraniano e muçulmano e um dos pioneiros da lógica indutiva. Escreveu diversas obras nas áreas de medicina, química, física, astronomia, cosmologia, literatura, teologia, ontologia, filosofia, história e jurisprudência. Foi um dos primeiros proponentes e céticos que surgiu com o conceito de multiverso e o comparou com os ensinamentos astronômicos do Alcorão. Rejeitando o modelo geocêntrico e as noções aristotélicas de um universo único girando em torno de um mundo único, argumentou sobre a existência do espaço exterior além do mundo conhecido. Deixou um rico corpus de obras filosóficas e teológicas que revela influência das obras de Avicena, Abu Albaracate Albagdadi e Algazali. Duas de suas obras intituladas Mabāhith al-mashriqiyya fī 'ilm al-ilāhiyyāt wa-'l-tabi'iyyāt (Estudos Orientais em Metafísica e Física) e al-Matālib al-'Aliya (Questões Superiores) são geralmente consideradas suas obras filosóficas mais importantes.